# Historique du LOSC Lille en Coupe de la Ligue
Cette page présente l'historique saison par saison du LOSC Lille en Coupe de la Ligue.

## Tableau récapitulatif
| Saison    | 1er tour                             | 16e de finale                               | 8e de finale                                     | Quart de finale                                  | Demi-finale                                    | Finale / (Vainqueur)     |
| --------- | ------------------------------------ | ------------------------------------------- | ------------------------------------------------ | ------------------------------------------------ | ---------------------------------------------- | ------------------------ |
| 1994/1995 |                                      | Le Havre AC 1-0 LOSC Lille                  |                                                  |                                                  |                                                | (PSG)                    |
| 1995/1996 |                                      | LOSC Lille 4-1 SM Caen                      | FC Metz 2-0 LOSC Lille                           |                                                  |                                                | (FC Metz)                |
| 1996/1997 |                                      | Sporting Toulon 2-1 LOSC Lille              |                                                  |                                                  |                                                | (RC Strasbourg)          |
| 1997/1998 | LOSC Lille 2-2 SM Caen (t.a.b. 3-2)  | Le Mans UC 1-0 LOSC Lille                   |                                                  |                                                  |                                                | (PSG)                    |
| 1998/1999 | Louhans-Cuiseaux 1-0 LOSC Lille      |                                             |                                                  |                                                  |                                                | (Lens)                   |
| 1999/2000 | LOSC Lille 2-2 Red Star (t.a.b. 1-4) |                                             |                                                  |                                                  |                                                | (FC Gueugnon)            |
| 2000/2001 |                                      | Girondins de Bordeaux 1-0 LOSC Lille        |                                                  |                                                  |                                                | (Olympique lyonnais)     |
| 2001/2002 |                                      | LOSC Lille 0-2 AS Nancy-Lorraine            |                                                  |                                                  |                                                | (Girondins de Bordeaux)  |
| 2002/2003 |                                      | FC Istres 1-2 LOSC Lille                    | LOSC Lille 0-0 Nîmes Olympique (t.a.b. 3-1)      | FC Sochaux-Montbéliard 1-0 a.p LOSC Lille        |                                                | (AS Monaco)              |
| 2003/2004 |                                      | Nîmes 1-2 LOSC Lille                        | LOSC Lille 2-3 AS Saint-Étienne                  |                                                  |                                                | (FC Sochaux-Montbéliard) |
| 2004/2005 |                                      | LOSC Lille 3-2 a.p Olympique lyonnais       | RC Strasbourg 1-1 a.p LOSC Lille (t.a.b. 4-2)    |                                                  |                                                | (RC Strasbourg)          |
| 2005/2006 |                                      | AS Saint-Étienne 0-2 LOSC Lille             | AS Monaco 1-0 LOSC Lille                         |                                                  |                                                | (AS Nancy-Lorraine)      |
| 2006/2007 |                                      | FC Istres 0-1 LOSC Lille                    | LOSC Lille 0-1 a.p Stade rennais                 |                                                  |                                                | (Girondins de Bordeaux)  |
| 2007/2008 |                                      | RC Lens 1-0 LOSC Lille                      |                                                  |                                                  |                                                | (PSG)                    |
| 2008/2009 |                                      | Montpellier HSC 2-2 LOSC Lille (t.a.b. 4-2) |                                                  |                                                  |                                                | (Girondins de Bordeaux)  |
| 2009/2010 |                                      | Exempté                                     | LOSC Lille 3-1 (ap) Stade rennais                | Olympique de Marseille 2-1 LOSC Lille            |                                                | (Olympique de Marseille) |
| 2010/2011 |                                      | Exempté                                     | LOSC Lille 4-1 SM Caen                           | Montpellier HSC 2-1 LOSC Lille                   |                                                | (Olympique de Marseille) |
| 2011/2012 |                                      | Exempté                                     | LOSC Lille 3-1 CS Sedan                          | Olympique lyonnais 2-1 LOSC Lille                |                                                | (Olympique de Marseille) |
| 2012/2013 |                                      | Exempté                                     | LOSC Lille 1-0 Toulouse FC                       | SC Bastia 0-3 LOSC Lille                         | AS Saint-Étienne 0-0 LOSC Lille (t.a.b. 7-6)   | (AS Saint-Étienne)       |
| 2013/2014 |                                      | LOSC Lille 0-1 (ap) AJ Auxerre              |                                                  |                                                  |                                                | (PSG)                    |
| 2014/2015 |                                      | Exempté                                     | LOSC Lille 1-1 Girondins de Bordeaux (t.a.b 6-5) | LOSC Lille 2-0 FC Nantes                         | LOSC Lille 0-1 PSG                             | (PSG)                    |
| 2015/2016 |                                      | LOSC Lille 2-1 ESTAC Troyes                 | LOSC Lille 1-0 Stade lavallois                   | En Avant de Guingamp 0-0 LOSC Lille (t.a.b. 2-4) | LOSC Lille 5-1 Girondins de Bordeaux           | (PSG)                    |
| 2016/2017 |                                      | Exempté                                     | PSG 3-1 LOSC Lille                               |                                                  |                                                | (PSG)                    |
| 2017/2018 |                                      | LOSC Lille 2-2 Valenciennes FC t.a.b. (5-4) | LOSC Lille 1-1 OGC Nice t.a.b. (2-3)             |                                                  |                                                | (PSG)                    |
| 2018/2019 |                                      | RC Strasbourg 2-0 LOSC Lille                |                                                  |                                                  |                                                | (RC Strasbourg)          |
| 2019/2020 |                                      | Exempté                                     | AS Monaco 0-3 LOSC Lille                         | LOSC Lille 2-0 Amiens SC                         | Olympique lyonnais 2-2 LOSC Lille t.a.b. (4-3) | (PSG)                    |